# Heinrich von Berenberg-Gossler
O barão Heinrich von Berenberg-Gossler (1907–1997) era um banqueiro alemão, membro da ilustre dinastia bancária Berenberg-Gossler e proprietário e chefe do Berenberg Bank.
Ele era filho do barão Cornelius von Berenberg-Gossler e Nadia, née Oesterreich (1887–1962) e sobrinho do senador e embaixador John von Berenberg-Gossler.
Na década de 1930, trabalhou no Banco de Londres e América do Sul em Buenos Aires. Tornou-se sócio do Berenberg Bank em 1935 e, posteriormente, presidente. Ele também foi cônsul geral de Mônaco.

## Literatura
- Manual Genealógico dos Adels, Banda 16, Freiherrliche Häuser B II, CA Starke Verlag, Limburgo (Lahn) 1957

| Nobreza da Alemanha                           | Nobreza da Alemanha                  | Nobreza da Alemanha                          |
| --------------------------------------------- | ------------------------------------ | -------------------------------------------- |
| Precedido por Cornelius von Berenberg-Gossler | Barão de Berenberg-Gossler 1953–1997 | Sucedido por Cornelius von Berenberg-Gossler |
| Posições empresariais                         |                                      |                                              |
| Precedido por —                               | Chefe do Berenberg Bank              | Sucedido por —                               |